# Ministeri de Treball, Migracions i Seguretat Social
El Ministeri de Treball, Migracions i Seguretat Social (MTMSS), anteriorment Ministeri d'Ocupació i Seguretat Social (MESS) o simplement el Ministeri de Treball és un dels departaments ministerials en els quals es divideix el govern d'Espanya. Avui dia és el ministeri encarregat de la gestió de les polítiques atribuïdes al poder executiu en matèria de treball, Relacions Laborals, ocupació, gestió de la Seguretat Social, política social en general i, família, joventut, tercera edat, discapacitats i integració en particular, així com la gestió del Fons Social Europeu i de la immigració.
Al llarg de la història ha rebut el nom de Ministeri de Treball (1977-1981), Ministeri de Treball, Sanitat i Seguretat Social (1981-1982), Ministeri de Treball i Seguretat Social (1982-1996), Ministeri de Treball i Afers Socials (1996-2008), Ministeri de Treball i Immigració (2008-2011) i Ministeri d'Ocupació i Seguretat Social (2011-2018). Entre 1986 i 1996 va existir independentment el Ministeri d'Afers Socials d'Espanya, fusionat posteriorment amb el Ministeri de Treball.
L'actual titular d'aquest ministeri és Magdalena Valerio Cordero.

## Llista de ministres de treball d'Espanya
| Legislatura                                         | Inici                                            | Finalització               | Nom                          | Partit |
| --------------------------------------------------- | ------------------------------------------------ | -------------------------- | ---------------------------- | ------ |
| Constituent (1977-1979)                             |                                                  |                            |                              |        |
| Ministeri de Treball                                |                                                  |                            |                              |        |
| 4 de juliol de 1977                                 | 28 de febrer de 1978                             | Manuel Jiménez de Parga    | UCD                          |        |
| 28 de febrer de 1978                                | 5 d'abril de 1979                                | Rafael Calvo Ortega        | UCD                          |        |
| I (1979-1982)                                       | 6 d'abril de 1977                                | 3 de maig de 1980          | Rafael Calvo Ortega          | UCD    |
| I (1979-1982)                                       | 3 de maig de 1980                                | 9 de setembre de 1980      | Salvador Sánchez Terán       | UCD    |
| I (1979-1982)                                       | 9 de setembre de 1980                            | 26 de febrer de 1981       | Félix Manuel Pérez Miyares   | UCD    |
| I (1979-1982)                                       | Ministeri de Treball, Sanitat i Seguretat Social |                            |                              |        |
| I (1979-1982)                                       | 26 de febrer de 1981                             | 2 de desembre de 1981      | Jesús Sancho Rof             | UCD    |
| I (1979-1982)                                       | 2 de desembre de 1981                            | 2 de desembre de 1982      | Santiago Rodríguez Miranda   | UCD    |
| II (1982-1986)                                      |                                                  |                            |                              |        |
| Ministeri de Treball i Seguretat Social             |                                                  |                            |                              |        |
| 3 de desembre de 1982                               | 25 de juliol de 1986                             | Joaquín Almunia Amann      | PSOE                         |        |
| III (1986-1989)                                     | 26 de juliol de 1986                             | 6 de desembre de 1989      | Manuel Chaves González       | PSOE   |
| IV (1989-1993)                                      | 7 de desembre de 1989                            | 2 de maig de 1990          | Manuel Chaves González       | PSOE   |
| IV (1989-1993)                                      | 2 de maig de 1990                                | 12 de juliol de 1993       | Luis Martínez Noval          | PSOE   |
| V (1993-1996)                                       | 13 de juliol de 1993                             | 5 de maig de 1996          | José Antonio Griñán Martínez | PSOE   |
| VI (1996-2000)                                      |                                                  |                            |                              |        |
| Ministeri de Treball i Afers Socials                |                                                  |                            |                              |        |
| 6 de maig de 1996                                   | 20 de gener de 1999                              | Javier Arenas Bocanegra    | PP                           |        |
| 20 de gener de 1999                                 | 21 de febrer de 2000                             | Manuel Pimentel Siles      | PP                           |        |
| 21 de febrer de 2000                                | 27 d'abril de 2000                               | Juan Carlos Aparicio Pérez | PP                           |        |
| VII (2000-2004)                                     | 28 d'abril de 2000                               | 10 de juliol de 2002       | Juan Carlos Aparicio Pérez   | PP     |
| VII (2000-2004)                                     | 10 de juliol de 2002                             | 17 d'abril de 2004         | Eduardo Zaplana              | PP     |
| VIII (2004-2008)                                    | 18 d'abril de 2004                               | 13 d'abril de 2008         | Jesús Caldera                | PSOE   |
| IX (2008-2012)                                      |                                                  |                            |                              |        |
| Ministeri de Treball i Immigració                   |                                                  |                            |                              |        |
| 14 d'abril de 2008                                  | 20 d'octubre de 2010                             | Celestino Corbacho         | PSOE                         |        |
| 20 d'octubre de 2010                                | 22 de desembre de 2011                           | Valeriano Gómez            | PSOE                         |        |
| X (2011-2016)                                       |                                                  |                            |                              |        |
| Ministeri d'Ocupació i Seguretat Social             |                                                  |                            |                              |        |
| 22 de desembre de 2011                              | 7 de juny de 2018                                | Fátima Báñez               | PP                           |        |
| XI (2016)                                           |                                                  |                            |                              |        |
| 22 de desembre de 2011                              | 7 de juny de 2018                                | Fátima Báñez               | PP                           |        |
| XII (2016-)                                         |                                                  |                            |                              |        |
| 22 de desembre de 2011                              | 7 de juny de 2018                                | Fátima Báñez               | PP                           |        |
| Ministeri de Treball, Migracions i Seguretat Social |                                                  |                            |                              |        |
| 7 de juny de 2018                                   | En el càrrec                                     | Magdalena Valerio Cordero  | PSOE                         |        |

## Estructura orgànica
- Secretaria d'Estat de la Seguretat Social[1]
  - Direcció General d'Ordenació de la Seguretat Social
  - Intervenció General de la Seguretat Social[2]
- Subsecretaria de Treball i Afers Socials[2]
  - Secretaria General Tècnica
- Secretaria general de Treball[2]
  - Direcció General de Treball
  - Direcció General de Foment de l'Economia Social[3]
- Secretaria General d'Afers Socials[3]
  - Direcció General d'Acció Social del Menor i de la Família[3]
  - Direcció General d'Ordenació de les Migracions[4]
- Real Patronat de Prevenció i d'Atenció de Persones amb Minusvalia[4]

## Organismes adscrits
- Institut Nacional de la Seguretat Social (adscrit a la Secretaria d'Estat)[1]
- Institut Social de la Marina (adscrit a la Secretaria d'Estat)[1]
- Tresoreria General de la Seguretat Social (adscrit a la Secretaria d'Estat)[1]
- Institut Nacional de Treball (adscrit a la Secretaria General de Treball)[5]